# F wie Fälschung
F wie Fälschung (englisch F for Fake) ist ein Film von Orson Welles, der sich auf ironische Weise mit dem Thema Kunst, Fälschung, Urheberschaft und Authentizität auseinandersetzt. Im Mittelpunkt des als Mockumentary angelegten Film-Essays steht der international bekannt gewordene Kunstfälscher Elmyr de Hory. Neben dem umstrittenen Kunstfälscher de Hory kommen zahlreiche andere Personen zu Wort, unter anderem der nicht minder umstrittene Schriftsteller Clifford Irving, der sowohl eine bekanntermaßen gefälschte Biografie über den exzentrischen Milliardär Howard Hughes als auch eine zwar autorisierte, aber nicht unbedingt glaubwürdige Biografie über de Hory geschrieben hatte. Der Film nimmt es mit der "Wahrheit" selbst nicht ganz so genau, was wesentlich in Welles’ Absicht liegt.

„Welles glaubte, dass er [mit F wie Fälschung] nicht so sehr einen Dokumentarfilm kreierte, sondern eine neue Art von Film.“